# Laločník sedlatý
Laločník sedlatý (Philesturnus carunculatus) je lesní pták z čeledi laločníkovitých endemitně se vyskytující na Jižním ostrově Nového Zélandu. Koncem 19. století pod tlakem zavlečených predátorů laločník sedlatý téměř vyhynul a byl vytlačen pouze na ostrov Big South Cape Island. Na začátku 60. let nicméně pronikly krysy i sem, proto bylo roku 1964 bylo přemístěno 36 jedinců z ostrova Big South Cape Island na ostrovy bez škodlivých organismů. Další translokace a odstranění predátorů umožnilo zotavení populace, přičemž současná populace se odhaduje na zhruba 2000 jedinců.
Rod Philesturnus původně zahrnoval jediný druh Philesturnus carunculatus, který obýval Severní i Jižní ostrov. Populace ze Severního ostrova byly nicméně osamostatněny na samostatný druh Philesturnus rufusater.

## Popis
Laločník sedlatý je leskle černý pták o něco větší než kos černý. Záda a křídla jsou matně hnědá. Stejně jako všechny druhy čeledi, má na zobáku na obou stranách zářivě červený kožní přívěsek.
Pták je dlouhý až 50 cm a váží okolo 75 gramů. Zobák je krátký a obzvláště silný.

## Vědecká synonyma
- Sturnus carunculatus Gmelin, 1789
- Creadion carunculatus (Gmelin, 1789)
- Anthocaera carunculata (Gmelin, 1789)